# South Pacific
South Pacific (bra: Ao Sul do Pacífico, ou No Sul do Pacífico) é um filme estadunidense de 1958, dos gêneros romance e musical, dirigido por Joshua Logan e com roteiro baseado em obra de James Michener e peça musical de Rodgers e Hammerstein.

## Sinopse
O filme mostra as histórias de amor entre Nellie Forbush, uma jovem enfermeira da Marinha, e Emile de Becque, um não tão jovem fazendeiro francês; e Joseph Cable, um jovem soldado, e Liat, uma garota nativa, que se conhecem em uma ilha ocupada pelos estadunidenses no Pacífico Sul.

## Elenco
- Rossano Brazzi.... Emile de Becque
- Mitzi Gaynor.... Nellie Forbush
- John Kerr .... Joseph Cable
- Ray Walston.... Luther Billis
- Juanita Hall.... Bloody Mary
- France Nuyen.... Liat
- Russ Brown.... capitão George Brackett
- Jack Mullaney.... professor
- Floyd Simmons.... Bill Harbison
- Candace Lee.... Ngana
- Warren Hsieh.... Jerome

## Principais prêmios e indicações
Oscar 1959 (EUA)
- Venceu na categoria de melhor som.
- Indicado nas categorias de melhor fotografia colorida e melhor trilha sonora.

Globo de Ouro 1959 (EUA)
- Indicado nas categorias de melhor filme - musical e melhor atriz - comédia/musical.